# Academia Sibelius
La Academia Sibelius, en finés Sibelius-Akatemia (abreviatura SibA), es una institución de enseñanza superior de música, situada en la capital finlandesa, Helsinki. Además, un departamento de la academia actúa en la ciudad de Kuopio. La universidad fue nombrada en honor del compositor finlandés Jean Sibelius. La academia es la única de su tipo en Finlandia y está entre los conservatorios más grandes de Europa con unos 1700 estudiantes matriculados.